# Гарматна вулиця (Київ)
Гарма́тна ву́лиця — вулиця в Солом'янському районі міста Києва, місцевості Казенні дачі, Караваєві дачі, Грушки, Шулявка. Пролягає від Берестейського до Відрадного проспекту та Ніжинської вулиці.
Прилучаються вулиця Олекси Тихого, Машинобудівний провулок, вулиці Машинобудівна, Андрія Мельника, бульвар Вацлава Гавела, Борщагівська вулиця та проспект Любомира Гузара.

## Історія

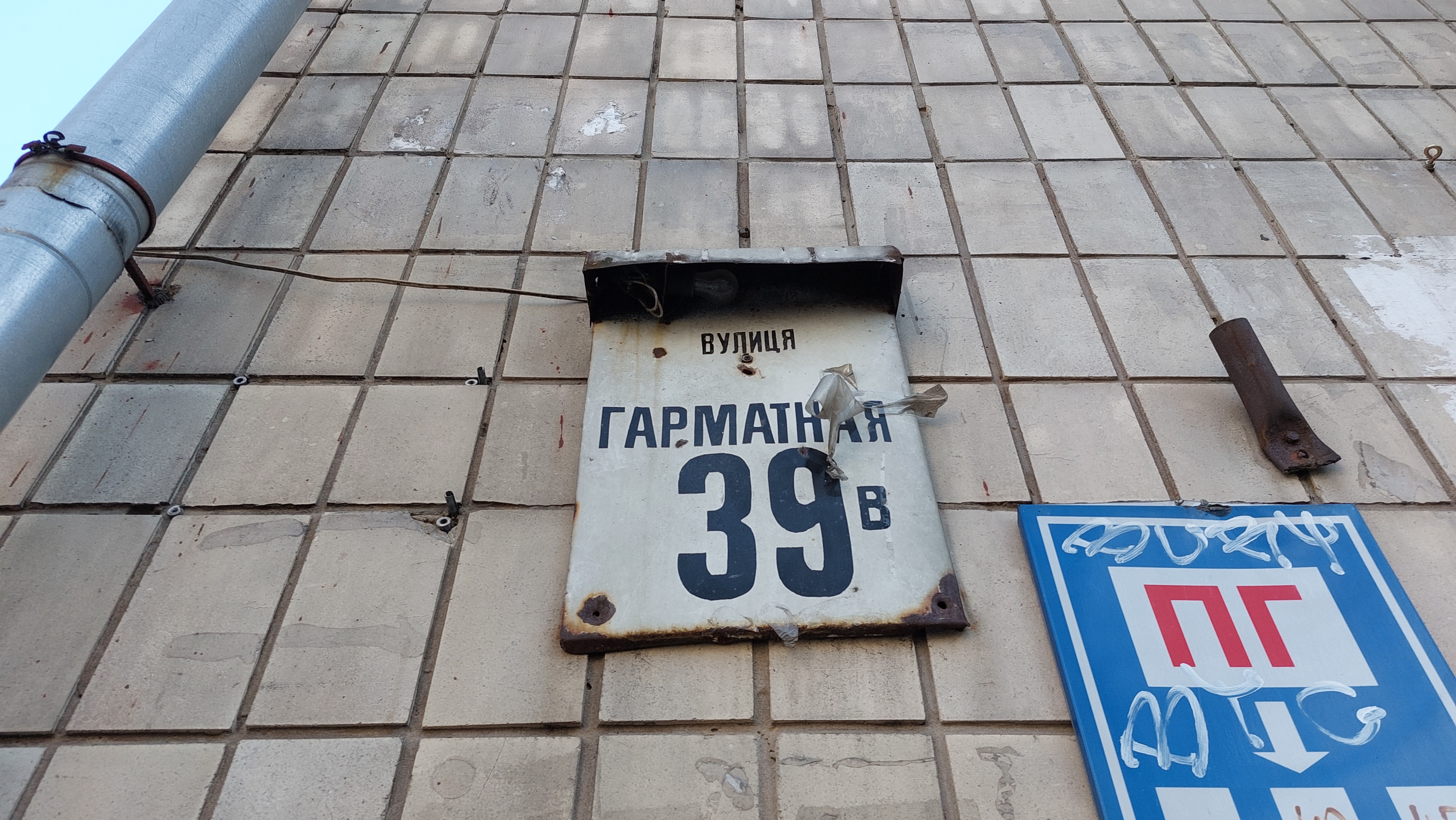

Виникла в 1880–90-х роках, мала назву Гарматний шлях, що з'єднував гарматне сховище заводу Гретера і Криванека з Брест-Литовським шосе. Сучасна назва — з другої половини 1940-х років. 
Вздовж парного боку вулиці на початку збереглася частина старої забудови початку XX століття. Масова ж забудова вулиці почалася у післявоєнні роки.
На деяких офіційних покажчиках помилково українською вказано: вулиця Гарматная. 

## Установи та заклади
- № 2 — ВО «Київприлад»;
- № 10 — Київський професійний ліцей Авіант;
- № 16/85 — Солом'янське РУ ГУ МВС України, територіальний відділ та дозвільна система;

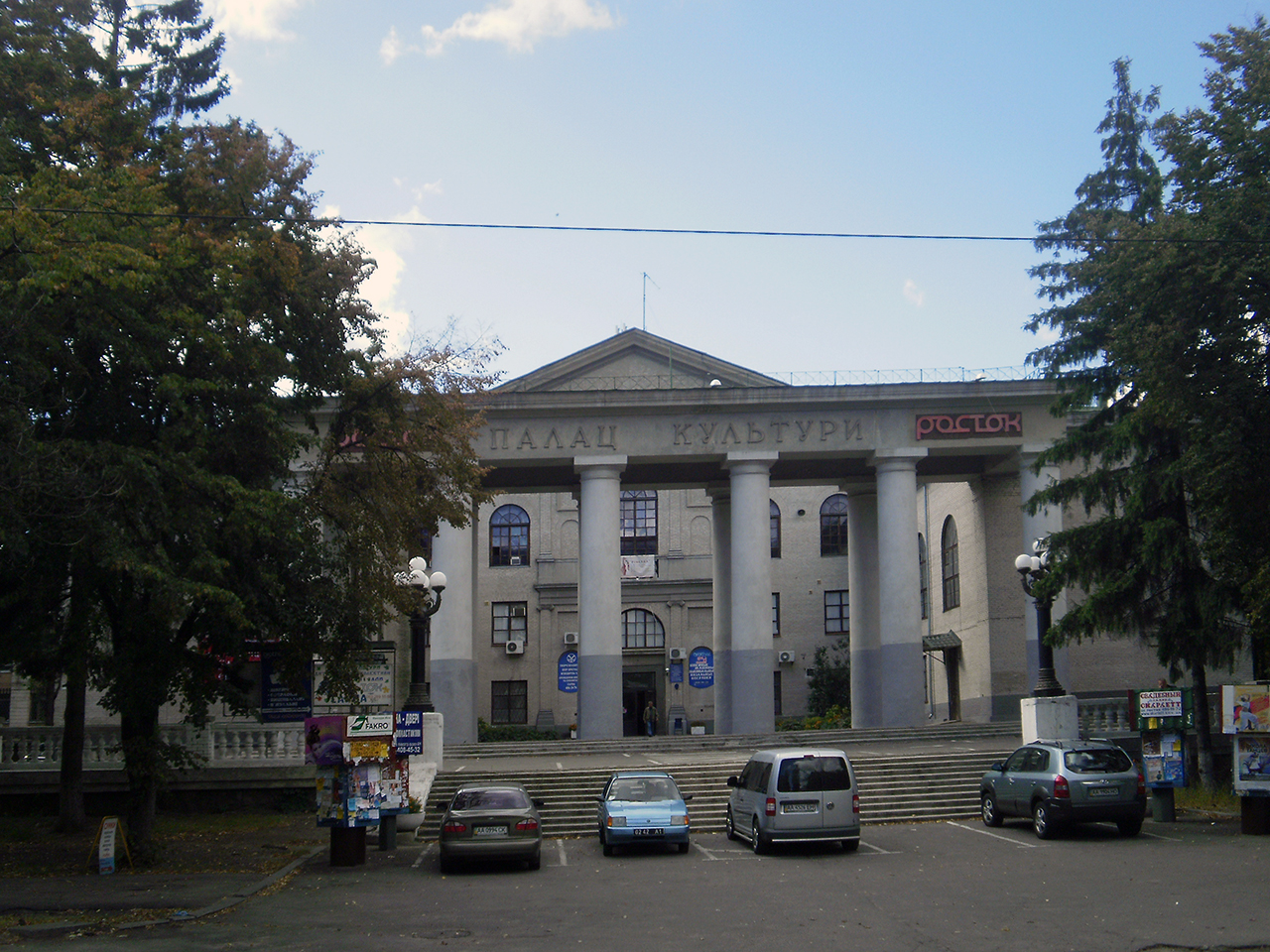
№ 26, ПК заводу «Росток»

- № 26 — палац культури заводу «Росток»

- № 28 а — Солом'янський РАЦС;
- № 30 а — Дитячий садок № 225;
- № 31 — Держказначейство та Рада ветеранів Солом'янського району;
- № 33 а — Поштове відділення № 67;
- № 37 — Парафія Святого Іоанна Хрестителя ПЦУ;
- № 36 — Поліклініка № 1 району;
- № 44/2 — Редакція газети «Шулявка».